# Leptura mushana
Leptura mushana är en skalbaggsart som först beskrevs av Koichi Tamanuki 1939.  Leptura mushana ingår i släktet Leptura och familjen långhorningar.
Artens utbredningsområde är Taiwan. Inga underarter finns listade i Catalogue of Life.